# Dir (Camerún)
Dir es una comuna camerunesa perteneciente al departamento de Mbéré de la región de Adamawa.
En 2005 tiene 34 284 habitantes, de los que 5148 viven en la capital comunal homónima.
Se ubica sobre la carretera N6, unos 100 km al sur de la capital regional Ngaoundéré.

## Localidades
Comprende, además de la propia ciudad de Dir, las siguientes localidades:
| - Batoua Panzar - Bayala - Beka Ziki-Doyeme - Bimgbape - Bindiba - Boforo - Boybaya - Djerem - Dobiri - Dowa - Gazagazade - Gbadjer - Gbagodo - Gbagodo - Gbezah | - Gora - Guizore - Kalaldi - Kélasami - Koundé - Lamou - Malingara - Mbella - Mbigoro I - Mbigoro II - Raozanam (canton de Gbagodo) - Samaki - Simi - Sourma - Waa |